# فارمر ضد برينان
فارمر ضد برينان هي قضية في عام 1994 فتحت أمام المحكمة العليا للولايات المتحدة الامريكية بشأن الإهمال المتعمد من قبل مسئولي السجن والذي أدي الي ضرر بالسجينة مما يخالف نصوص العقاب الشديد وغير العادي في التعديل الثامن . القضية تم تعزيزها بشهادة من مجهول تقول «اوقفوا اغتصاب السجناء».